# Mamiffer
Mamiffer est un groupe de musique expérimental originaire de Seattle, Washington. Fondé comme un projet solo par Faith Coloccia, celui-ci devient rapidement un projet entre sa fondatrice et Aaron Turner, du groupe Isis.

## Biographie
Mamiffer est formé en 2007 par Faith Coloccia à la suite de la dissolution de Everlovely Lightningheart, son groupe précédent. Certaines de ses idées n'ayant pas été exploitées elle décide de les incorporer dans ce nouveau projet. Elle commence aussi à composer des morceaux au piano et souhaite adopter un processus de composition plus structuré et délaisser l'improvisation qui faisait le cœur de son groupe précédent. Dès le début, elle a la volonté de travailler avec de nombreux invités. Elle recrute alors des artistes issus de la région de Seattle dont trois des membres du groupe de Post-Hardcore américain These Arms Are Snakes, Chris Common à la batterie, Brian Cook à la basse et Ryan Frederiksen à la guitare, ainsi que la violoncelliste et chanteuse Annie Hozoji Matheson-Margullis (Helms Alee) et le guitariste Aaron Turner. Le premier album Hirror Enniffer sort en le 23 septembre 2008 sous le label Hydra Head, qui appartient à Aaron Turner. Il est enregistré au Red Room Studio et à The Temple Of Doom par Ben Verellen (Helms Alee) et masterisé par Ed Brooks. Aaron Turner commence à devenir un membre à part entière de Mamiffer, que Faith Coloccia commence à ne plus considérer comme un projet solo.
En 2009, le duo créé le label SIGE afin de pouvoir publier plus facilement leurs diverses expérimentations musicales, ainsi que les split et leurs collaborations musicales. Le 27 novembre 2010 paraît leur premier split album avec le groupe House of Low Culture, qui est aussi un projet de Aaron Turner, sous le label Utech Records.
Le 15 mars 2011 sort Mare Decendrii. C'est le premier album à sortir sous le label SIGE Records. Il est enregistré au Studio Litho, au Aleph Studio et au London Bridge Studio. Il est produit par Randall Dunn et mixé par Mell Dettmer. On retrouve à nouveau Brian Cook mais aussi Moriah Neils, Don McGreevy (Earth), Aaron Harris (Isis), Travis Rommereim (Everlovely Lightningheart), Eyvind Kang et Timb Harris (Secret Chiefs 3), Jessika Kenney, Joe Preston (Melvins, Earth, Sunn O)))), Jussi Lehtisalo et Mika Rättö (Circle), Parvaneh Daneshvar et Sera Timms (Black Math Horseman, Ides Of Gemini). Le 11 juin, Mamiffer est invité à jouer au Utech Records Music Festival au côté notamment de Locrian, groupe de Drone originaire de Chicago. C'est l'occasion pour les deux groupes qui s'apprécient mutuellement de travailler ensemble. De leur collaboration né Bless Them That Curse You qui sort le 6 mars 2012. L'album a été enregistré par Greg Norman au Electrical Audio. Le 16 octobre 2012 parait le split album avec le groupe expérimental Pyramids, originaire de Denton au Texas, dont Faith Coloccia a été membre.
Statu Nascendi, troisième album de Mamiffer sort le 18 novembre 2014. Le duo souhaite créer une musique encore plus minimaliste et répétitive. Il n'y a pas de batteries. L'album a en partie été financé grâce aux droits d'utilisations du morceau Flower of the Field qui a été utilisé par Prada pour la campagne publicitaire de la collection homme printemps/été 2015 comprenant les acteurs Ansel Elgort, Ethan Hawke, Jack O’Connel et Miles Teller. Pour la première fois depuis le début du projet, il n'y a pas d'invités, juste Faith Coloccia et Aaron Turner. L'album est toujours produit par Randall Dunn. Il a été enregistré au Avast! Recording Co. Il semblerait que Faith Coloccia ne considérerait pas Statu Nascendi comme le véritable troisième album de Mamiffer, mais comme un album de transition vers la production suivante,.
Le 13 novembre 2015, le groupe sort Crater, collaboration avec le musicien expérimentale de Portland, Daniel Menche. Quelles années auparavant, les membres de Mamiffer sont entrés en contact avec lui par pur intérêt pour sa musique. Au fil du temps, ils sont devenus amis et ont collaboré via différents supports : remix audio, vidéos, performances artistiques et enregistrements... Jusqu'au jour où ils ont décidé de composer un album ensemble. Crater est le fruit de quatre années de travail.
Le 1er avril 2016 sort l'album The World Unseen. Comme le précédent, il est enregistré au Avast Recording Co et produit par Randall Dunn entre 2013 et 2014 alors que les sessions d'écritures remontent à 2011. Mamiffer invite à nouveau les artistes Joe Preston à la basse et Eyvind Kang au violon ainsi que Geneviève Beaulieu (Menace Ruine) au chant. Pour Faith Coloccia, The World Unseen est un album imparfait et incomplet qui contient en son sein des absences et des pertes.
En 2017, Mamiffer sort Recordings for Lilac III une compilation de samples.
Le 1er novembre 2019 sort The Brilliant Tabernacle. Comme les précédents albums, il est produit par Randall Dunn et enregistré au Avast! Recording Co. Le groupe renoue avec l'idée d'avoir de nombreux invités dont les habituels Eyvind Kang au violon et Brian Cook à la basse. De nouveaux invités font aussi leur apparition avec la flutiste Veronica Dye (Rose Windows), le percussionniste Jon Mueller (Pele), la chanteuse Monika Khot (Summer Of Seventeen, Zen Mother), le claviériste Alex Barnett (Barnett + Coloccia, Oakeater) et le joueur de Kantele Janne Westerlund. L'écriture de l'album, qui a commencé dès 2013, a été influencée par la grossesse de Faith Coloccia.
Mettapatterning for Constellation sort le 27 novembre 2020. L'album comprend deux morceaux. Le premier est un enregistrement d'une pièce commissionnée par le Sacrum Profanum Festival qui a été jouée le 30 septembre 2017 au Nowohuckie Centrum Kultury de Cracovie.

## Membres
- Faith Coloccia : Piano, chant
- Aaron Turner : Guitare

## Discographie

### Album
- 2008 : Hirror Enniffer
- 2011 : Mare Decendrii
- 2014 : Statu Nascendi
- 2016 : The World Unseen
- 2019 : The Brilliant Tabernacle
- 2020 : Mettapatterning for Constellation

### Split
- 2010 : Mamiffer / House of Low Culture
- 2012 : Mamiffer / Pyramids

### Collaboration
- 2012 : Bless Them That Curse You (avec Locrian)
- 2013 : Enharmonic Intervals (For Paschen Organ) (avec Circle)
- 2015 : Crater (avec Daniel Menche)